# Neobacanius solarii
Neobacanius solarii är en skalbaggsart som först beskrevs av G. Müller 1925.  Neobacanius solarii ingår i släktet Neobacanius och familjen stumpbaggar. Inga underarter finns listade i Catalogue of Life.